# Pałac w Białołęce
Pałac w Białołęce (niem. Schloss Weißholz) – zabytkowy pałac w Białołęce – wsi Polsce, w województwie dolnośląskim, w powiecie głogowskim, w gminie Pęcław.

## Architektura
Obiekt wzniesiony pierwotnie jako renesansowy dwór, został gruntownie przebudowany pod koniec XIX w. w stylu eklektycznym. Murowany, na rzucie prostokąta, trzytraktowy, piętrowy, nakryty dachem czterospadowym z lukarnami. Obiekt jest częścią zespołu pałacowego, w skład którego wchodzi jeszcze park.